# パーヴォ・ヤルヴィ
パーヴォ・ヤルヴィ（Paavo Järvi, 1962年12月30日 - ）は、エストニア出身の指揮者。現在はアメリカ合衆国国籍。

## 人物・来歴
指揮者ネーメ・ヤルヴィを父に持ち、フィンランドの指揮者パーヴォ・ベルグルンドにちなんで名付けられた。弟クリスチャンも指揮者、妹マーリカはフルート奏者である。父と同じく生地タリンの音楽学校に学んだ後、父に従って渡米した。カーティス音楽院で指揮を学び、その後ロサンジェルス・フィルハーモニック音楽学校でレナード・バーンスタインの薫陶を受けた。ほかに、オーマンディ、ドラティ、ショルティ、マータ、バティスらにも師事した。
1995年の初来日以来、日本での演奏も多い。2006年にはドイツ・カンマーフィルハーモニー管弦楽団との日本公演を行い、ベートーヴェンの交響曲全曲演奏という企画を成功させて大きな話題を呼んだ。これまでにウィーン・フィルハーモニー管弦楽団、ベルリン・フィルハーモニー管弦楽団、バイエルン放送交響楽団、ロイヤル・コンセルトヘボウ管弦楽団、ニューヨーク・フィルハーモニック、シカゴ交響楽団等、世界の主要オーケストラに客演。
1994年から1997年までマルメ交響楽団首席指揮者、2001年から2011年までシンシナティ交響楽団音楽監督、2004年からドイツ・カンマーフィルハーモニー管弦楽団芸術監督、2006年から2013年までhr交響楽団首席指揮者 、2010年から2016年までパリ管弦楽団音楽監督、2019年からチューリッヒ・トーンハレ管弦楽団の音楽監督を務める。現在、世界で最も多忙な指揮者の一人である。ドイツ・カンマーフィルとベートーヴェン交響曲全曲を2006年から2009年にかけて録音したほか、hr交響楽団とはブルックナーの交響曲全集を録音。
パーヴォ・ヤルヴィはグリーグ、シベリウス、ステーンハンマルなどの北欧の作曲家のほかに、ドビュッシーを得意としている。どのレパートリーの演奏・録音においても、丁寧な音楽作りと柔和な表情、ニュアンスに富んだデリケートな表現、自然な息づかいと切々と訴えかけるような歌によって、父ネーメとの違いを明らかにしている。概して金管楽器を目立たせて「爆演」に走りがちな父親とは対照的に、弦楽器のしっとりとした音色や木管楽器のまろやかな響きを強調する傾向にある。
日本のオーケストラでは、これまでに東京交響楽団、NHK交響楽団、大阪フィルハーモニー交響楽団、名古屋フィルハーモニー交響楽団などと共演している。2015年9月から2021年8月までNHK交響楽団の初代首席指揮者を務めることとなっていたが、2019年11月22日にNHK交響楽団は2022年8月まで契約を延長することを発表した。2022年9月からはNHK交響楽団名誉指揮者を務める。

## ロシア・ボイコットに対する提言
2022年2月24日、ヤルヴィはモスクワに滞在し、ロシア国立青年交響楽団とのリハーサル中だった。ロシアのウクライナ侵攻に反対するため、同月26日のコンサートを中止すべきと友人らは促したが、ヤルヴィは予定通りに指揮をして、翌日にモスクワを発った。このことにより、音楽界の一部から非難を浴びたが、ヤルヴィはそれに対して公式サイトで声明を出し、ロシア政府とプーチン大統領の野蛮な行動を断固として非難する一方、この行動に対して若い演奏家たちが罰せられるべきではなく、音楽家は全て兄弟姉妹であると訴えた。
ヤルヴィはこの行動と自らの声明について、マスコミの取材に応じ、説明を行い、同年3月14日に記事になった。
それによると、海外に住む年配のエストニア人の多くがソビエトに対する深い恐怖のため、未だに帰国や往来を恐れているという。ヤルヴィは戦争中であればロシアを訪れていなかったが、これからロシアの音楽家は長期間にわたって孤立することが分かっており、若い演奏家たちに何か意味のあることを体験して欲しかったと話している。戦争の後も一般国民の苦しみ・傷・憎しみ・悲惨さは何世代にもわたって続くためロシアに戻るのは難しいと考えており、戦争が続いている限りロシア国外の芸術家はロシアと交流してはならないとも述べている。これから新しい鉄のカーテンがロシアの芸術家に壊滅的な影響を与え、最悪のシナリオでは古いソビエトモデルが再構築され、彼らは西洋から隔離されるとヤルヴィは見ている。
多くの劇場やプロモーターがロシア人音楽家にプーチン大統領への非難を求めていることについては、過去に公にプーチン大統領と関わりを持った音楽家に明確な立場を要求するのは理にかなっているとしながらも「それはソビエトがすること」であるとしている。ロシア国外に住んでいる多くのロシア人音楽家は、ヤルヴィの感覚では大多数が戦争に反対している。しかし、もし独裁者であるプーチン大統領を非難すれば、ロシアに住む家族・親族に対して最大限の圧力と残酷さで対処される恐れがあるという。